# Akademia Duchowna w Wilnie
Akademia Duchowna w Wilnie – wyższa szkoła teologiczna, mająca na celu kształcenie duchowieństwa z zaboru rosyjskiego, erygowana w 1832 roku w gmachu Seminarium Głównego, jako kontynuacja sekcji teologicznej zamkniętego Cesarskiego Uniwersytwetu Wileńskiego, 1 lipca 1833 roku przemianowana ukazem cesarskim na Rzymskokatolicką Akademię Duchowną w Wilnie, istniała do 1842 roku.